# Östlicher Rosshuf
Der Östliche Rosshuf ist ein 3171 m ü. A. hoher Berggipfel des Rosshufkamms in der Venedigergruppe. Er liegt an der Grenze zwischen Österreich und Italien bzw. Ost- und Südtirol. Die erste Besteigung erfolgte 1921 durch F. Boffa mit Führer Voppichler und einem österreichischen Vermesser.

## Lage
Der für den Rosshufkamm namensgebende Rosshuf besteht aus vier Gipfelpunkten. Von Westen nach Osten sind dies der Westliche Rosshuf (3144 m s.l.m.), der Mittlere Rosshuf (3180 m s.l.m.), der Hohe Rosshuf 3199 m ü. A. und der Östliche Rosshuf, wobei es sich beim Östlichen Rosshuf lediglich um einen Nebengipfel des Hohen Rosshufs handelt. Östlich des Östlichen Rosshufs befindet sich das Leipziger Schartl, das den Rosshuf von der Althausschneide mit der Althausschneidespitze und dem Althausschneideturm trennt. Der Gratverlauf stellt auch die Grenze zwischen der Osttiroler Gemeinde Prägraten am Großvenediger und der Südtiroler Gemeinde Prettau dar. Südöstlich des Östlichen Rosshufs erstrecken sich die Schlaitner Keesflecken, nördlich das Lahnerkees. Nächstgelegene Täler sind das Umbaltal im Süden, das Windtal im Südwesten und das Ahrntal im Nordwesten. Die Bergflanken auf Osttiroler Seite sind Teil des Nationalparks Hohe Tauern, die Südtiroler Anteile am Berg im Naturpark Rieserferner-Ahrn unter Schutz gestellt.

## Aufstiegsmöglichkeiten
Der Normalweg auf den kaum besuchten Östlichen Rosshuf führt von der Kleinen-Philipp-Reuter-Hütte (oder der Clarahütte) über das Althauskees und das Leipziger Schartl sowie den Nordostgrat (II) auf den Gipfel. Hierbei muss ein überhängender Gratturm überwunden werden. Vom Östlichen Rosshuf kann weiter über den Gratübergang die Besteigung des Hohen Rosshufs erfolgen (II).